# Edward Routh
Edward John Routh (Québec, 20 gennaio 1831 – Cambridge, 7 giugno 1907) è stato un matematico inglese.
A lui si deve il criterio di stabilità di Routh, un importante strumento della teoria dei controlli.

## Biografia
Dopo la sua nascita in Québec, si trasferì con la sua famiglia nella colonia inglese dell'Alto Canada. Suo padre fu Sir Randolph Isham Routh (1782–1858), un ufficiale che combatté durante la Battaglia di Waterloo.
A 11 anni Routh si trasferisce in Inghilterra, dove studia alla University College School e alla University College di Londra (nel 1847), dove fu premiato con una borsa di studio. Ebbe come professore Augustus De Morgan, che lo incoraggiò a proseguire i suoi studi nell'ambito della matematica. Frequentò quindi il college Peterhouse (Cambridge), dove conobbe Isaac Todhunter e William Hopkins. Vinse assieme a James Clerk Maxwell il Premio Smith (Smith's Prize).
Dopo gli studi, ebbe una brillante carriera di professore in matematica, istruendo 600 allievi tra il 1855 e il 1888, 27 dei quali divennero Senior Wrangler. Tra i suoi studenti si ricordano: John William Strutt Rayleigh, Joseph John Thomson e George Howard Darwin.
Nel 1860 pubblica Dynamics of a System of Rigid Bodies, in cui affronta in chiave moderna l'approccio matematico alla meccanica.
Nel 1864 sposò Hilda da cui ebbe sei figli (cinque maschi e una femmina).
La sua seconda moglie fu Marie Louise (1810–1891), figlia del giudice Jean-Thomas Taschereau (1778-1832) e sorella del giudice Jean-Thomas Taschereau (1814-1893) e del cardinale Elzéar-Alexandre Taschereau (1820-1898).
Nel 1872 fu nominato membro della Royal Society, e nel 1877 vinse il premio Adams (Adams Prize).

### Scritti da Routh
- Brougham and Vaux, Henry Brougham, Baron & Routh, E. J. (ed. I. B. Cohen) [1855] (1972) Analytical View of Sir Isaac Newton's Principia, New York: Johnson Reprint Corp.
- Routh, E. J., Treatise on the Stability of a Given State of Motion, 1877.
- —, A Treatise on Dynamics of a Particle. With Numerous Examples, Cambridge, Cambridge University Press, 1898.
- —, The Elementary Part Of a Treatise on the Dynamics of a System of Rigid Bodies: Being Part I of a Treatise on the Whole Subject. With Numerous Examples.
- —, The Advanced Part of a Treatise on the Dynamics of a System of Rigid Bodies: Being Part II of a Treatise on the Whole Subject. With Numerous Examples, London, Macmillan and Co. Ltd, 1905.
- —, A Treatise on Analytical Statics with Numerous Examples Volume I, Cambridge University Press, 1909a.
- —, A Treatise on Analytical Statics with Numerous Examples Volume II, Cambridge University Press, 1909b.

### Necrologi
- The Times, 8 June 1907 (available at O'Connor & Robertson (2003))
- Proceedings of the London Mathematical Society, 2nd ser., 5 (1907), xiv–xx;
- Nature, 76 (1907), 200–02;
- Cambridge Review, 13 June 1907, 480–81;
- H. H. T., Monthly Notices of the Royal Astronomical Society, 68 (1907–8), 239–41

### Scritti su Routh
- Forsyth, A. R., Old tripos days at Cambridge, in Mathematical Gazette, vol. 19, 1935,  pp. 162–79, DOI:10.2307/3605871.
- Fuller, A. T., Edward John Routh, in International Journal of Control, vol. 26, 1977,  pp. 169–73, DOI:10.1080/00207177708922300.
- — (2004) "Routh, Edward John (1831–1907)", Oxford Dictionary of National Biography, Oxford University Press, accessed 10 September 2007
- Sneddon, I. N. (1970-1980) "Routh, Edward John", in Dictionary of Scientific Biography, New York: Charles Screibner's Sons
- Thomson, J. J., Recollections and Reflections, 1936,  pp. 34–63.
- Venn, J. & Venn, J. A., Alumni Cantabrigienses, Cambridge University Press, 1922.